# Motobloc Type OBS
Der Motobloc Type OBS ist ein Pkw-Modell der 1910er Jahre. Hersteller war Motobloc im französischen Bordeaux.

## Beschreibung
Das Modell stand von 1913 bis 1914 im Sortiment von Motobloc. Viele Daten entsprechen dem Type OB. Dazu gehören der Vierzylindermotor mit 80 mm Bohrung, 120 mm Hub und 2413 cm³ Hubraum, die Wasserkühlung sowie die Bauweise mit Frontmotor und Kardanantrieb zur Hinterachse. Das Fahrzeug war damals in Frankreich steuerlich mit 12 CV eingestuft. Gegen Aufpreis war anstelle eines flachen Kühlergrills ein Spitzkühler erhältlich, wie er damals in Mode kam.
In einer Anzeige ist ein offener Tourenwagen abgebildet.